# قائمة سفراء دولة فلسطين لدى قبرص
سفير دولة فلسطين لدى قبرص هو ممثل دولة فلسطين الرسمي لدى قبرص، يقع مقر السفارة الفلسطينية في نيقوسيا.

## قائمة السفراء
كان حسين أبو الخير ممثلًا لحركة فتح في قبرص حتى اغتياله في 25 يناير 1973. كما اغتيل عضو مكتب الحركة علي أحمد عبد القادر في 9 أبريل 1973.
أنشئ عام 1975 مكتب تمثيل منظمة التحرير الفلسطينية لدى قبرص. وفي يوليو 2009، رفع مستوى التمثيل الفلسطيني إلى مفوضية عامة بامتيازات السفارة.
في 2 مايو 2011، رفع مستوى التمثيل الفلسطيني من مفوضية عامة إلى بعثة دبلوماسية.
في 8 فبراير 2013 تم رفع مستوى التمثيل من بعثة دبلوماسية إلى سفارة.
| الترتيب | رئيس البعثة الدبلوماسية         | تاريخ الاعتماد الدبلوماسي | تاريخ الانتهاء | رئيس منظمة التحرير الفلسطينية | رئيس قبرص           | ملاحظات |
| ------- | ------------------------------- | ------------------------- | -------------- | ----------------------------- | ------------------- | ------- |
| 1       | زكريا إبراهيم عبد الرحيم        | 1975                      | غ/م            | ياسر عرفات                    | مكاريوس الثالث      |         |
| 2       | فؤاد محمود عرفه البيطار         |                           | 1982           | ياسر عرفات                    |                     |         |
| 3       | سمير سليم أحمد أبو غزالة        | 1982                      | 2005           | ياسر عرفات محمود عباس         | سبيروس كبريانو      |         |
| 4       | خالد النجار (Q121792900)        | 2006                      | 2010           | محمود عباس                    | تاسوس بابادوبولوس   |         |
| 5       | وليد إسماعيل عبد الفتاح العريدي | 21 أكتوبر 2010            | 2017           | محمود عباس                    | ديميتريس خريستوفياس |         |
| 6       | جبران داوود جبران الطويل        | 18 أكتوبر 2017            | 6 سبتمبر 2020  | محمود عباس                    | نيكوس أناستاسيادس   |         |
| 7       | عبد الله عطاري (Q121792918)     | 27 أغسطس 2021             | لا يزال        | محمود عباس                    | نيكوس أناستاسيادس   |         |